# BE LOVE (ドラマ)
「BE LOVE」（びーらぶ）は、Kis-My-Ft2の冠バラエティ番組「キスマイどきどきーん」内のドラマ企画第一弾としてdtv(Lemino)で制作され、2020年10月16日より配信された男性同士の恋愛ドラマである。全4話で構成され、主演はKis-My-Ft2の玉森裕太と宮田俊哉。キャッチフレーズは『このままで、僕らずっと』。
このドラマは「三部作」と呼ばれる宮田と玉森のKis-My-Ft2でのユニット曲「BE LOVE」「星に願いを」「運命」の三曲を原案にドラマ化された。主演の玉森裕太と宮田俊哉も脚本監修として制作に関わっている。
このドラマは「キスマイどきどきーん」の他のコンテンツと共にdTVで配信されていたが、dTVは2022年3月にサービスを終了し、その後はLeminoに代替されているが、2024年時点では視聴することができない。

## 背景
玉森と宮田は、2015年にKis-My-Ft2のオリジナルアルバム「KIS-MY-WORLD」で結婚をテーマとしたユニット曲「BE LOVE」を発表した後、2018年にシングル「LOVE」で死別をテーマとした「星に願いを」、2020年にアルバム「To-y2」で嫉妬をテーマとした「運命」を発表した。これらの曲は二人によってコンサート内で披露されてきたが、「ファンの皆様が驚くような企画を届けたい」という思いから映像化された。
ドラマ化に際し絵本作家として主演を演じる玉森裕太は「もともとライブの演出でしかやる予定はなかったが、今回映像化したことで、楽曲イメージだけでお届けしていたものが形になってわかりやすくなり、玉と宮をコンビで応援してくれているファンの方には、楽しみ要素が増えたのではないかと思います。」と語った。同じく編集者として主演を務める宮田俊哉は「曲をドラマにするとこんな映像になるんだなぁと純粋に感動しました。ロケーションもキレイだったので、映像としてもすごくきれいにしていただけました。」と語った。ポスターとなったメインビジュアルは海辺のベッドで撮影された。二人の純粋な愛を、輝く夜の海を背景に、統一された白い世界観で表現したという。ドラマの見どころについて、玉森は「宮田さんとのキスシーンは衝撃的な画だと思います。」と語り、宮田は撮影にあたって「気合い入れてしっかり歯磨きしてから撮影行きました」と語っている。
二人とも本人役で出演はしているが、ドラマとしてフィクションであることを明らかにし、視聴者が混乱しないために、あえてドラマ内でお互いの名前は呼び合っていない。なお、このドラマが宮田が演じる初のキスシーンになった。

## プロモーション
このドラマは積極的なプロモーション活動が行われた。渋谷駅前にドラマメインビジュアルの大型看板が設置され、二人が出演するテレビCMも放送された。CMでは玉森のシャワーシーン、宮田が玉森に馬乗りになりキスしようというシーンや二人の海辺でのバックハグなども含まれた。
Instagramでは公式裏アカウントが開設され、玉森裕太が演じる絵本作家の日常をのぞき見できるような投稿が行われた。
dTVの公式Twitterアカウントでは、放送を盛り上げるための「#BELOVEがヤバすぎる キャンペーン」が呼びかけられ、ドラマの放送終了後から感想を投稿すると特典映像が見られるキャンペーンがTwitterで実施された。投稿は開始1時間で10,000を突破し、世界トレンド1位を獲得した。配信開始前日の10月15日午後10時からは本作の「先行プレミア配信」も行われた。

## 反響
主演二人のキスシーンがあることなどから反響が大きく、10月半ばからの配信にもかかわらず、dTVの2020年年間総合視聴ランキングで6位に入賞した。同じKis-My-Ft2のメンバー横尾渉は第一話を宮田俊哉と視聴し、メンバー同士のラブストーリーに思わず興奮して叫んだと話したが、二人が普段から仲が良いため「演技をしているように見えなかった」と話した。コラムニストの辛酸なめ子は「CLASSY. ONLINE」で、これまで数々のBL（ボーイズラブ）ドラマを視聴してきて、BLドラマには一定のストーリー展開の法則があるとし、しかしこのドラマはよくありがちな法則に当てはまらないオリジナリティあふれるストーリー展開であると述べている。

## 概要
第一話
絵本作家の玉森と編集者の宮田は、海辺にある宮田の別荘に新しい絵本を作るためにやってきた。二人は絵本作家と担当編集者という仲を超えて、実はお互いに愛し合う恋人同士だった。二人きりで過ごした夜、宮田は次の新人絵本作家の担当になるかもしれないと話すと、玉森は嫉妬した。その夜、遅くまで仕事をしていた玉森は、奇妙な夢を見る。
第二話
二人きりで絵本製作をしながら、幸せな時間を過ごす二人。ある朝、遅く起きた玉森はもうすぐ宮田の誕生日だということに気づき、宮田に内緒で誕生日を祝う準備をすることを思いつき、バースデーケーキを注文する。その日、宮田は仕事で外出する前に、嫌な予感がして玉森を抱きしめた。宮田が出かけた後に玉森も外出したが、その後、宮田の携帯電話に玉森の死の知らせが入る。
第三話
疲れ果てて別荘に戻ってきた宮田は、玉森が自分の誕生日のために飾り付けをして誕生日のプレゼントも用意していたことを知る。冷蔵庫には料理が苦手な玉森が自分のために作ったハンバーグがあり、宮田は涙する。宮田は二人の過去を思い出していた。一人別荘で悲しみに暮れる宮田だが、実はそばには玉森がいた。玉森は死んで身体を失っても宮田のそばを離れられなかったのだ。玉森を想って涙にくれる宮田に「ずっとそばにいるよ」と語りかける玉森だったが、それが宮田に聞こえることはなかった。
第四話
かつて玉森と行きつけだったバーで、新人絵本作家の武田と偶然会った宮田。武田の中に玉森の面影を感じた宮田は、製作途中で終わっていた玉森の絵本の続きを武田に描かせようと決意する。宮田は別荘に武田を招き、二人で絵本製作を始めたが、玉森はその様子を見て嫉妬していた。そして、玉森が以前描き上げていた絵本のラストシーンにまつわるものを宮田が持ってきた時、死んだはずの玉森が宮田の目の前に現れる。

## 登場人物
絵本作家（玉森裕太）
本作の主人公。直感型の絵本作家。料理は苦手。編集者を愛するあまり少し嫉妬深い。
編集者（宮田俊哉）
本作の主人公。絵本作家の担当編集者。料理が得意。絵本作家を大切に思うあまり世話を焼き過ぎて喧嘩になることも。
武田（田中シェン）
新人女性絵本作家。編集者（宮田）が担当する。少し絵の作風が絵本作家（玉森）に似ている。

## 配信日程
10月15日にはリアルタイムで先行プレミア配信された。
| No. | 配信日         | サブタイトル                             |
| --- | -------------- | ---------------------------------------- |
| 1   | 2020年10月16日 | BE LOVE愛し合う2人の甘く切ない予兆       |
| 2   | 2020年10月23日 | 星に願いをキラキラとした時間につつまれて |
| 3   | 2020年10月30日 | 運命あの歌を歌った日に戻りたい           |
| 4   | 2020年11月6日  | 君とずっとこのままで                     |

## 関連記事
- ドラマ BE LOVE - 「キスマイどきどきーん」
- 4thアルバム「KIS-MY-WORLD」収録「BE LOVE」
- 21stシングル「LOVE」収録「星に願いを」
- 9thアルバム「To-y2」収録「運命」

## 「BE LOVE」三部作
このドラマに使用された「BE LOVE」、「星に願いを」、「運命」の三曲は彼らのお互いを想う深い感情と衝撃の結末でファンの間で話題になった。
これらの曲はKis-My-Ft2のユニット曲で、全て玉森裕太と宮田俊哉の二人により歌われている。 コンサートでは、この三曲は二人によって時にミュージカルのように演じられ披露された。2020年10月に行われた配信ライブ『LIVE TOUR 2020 To-y2』ではユニット曲は披露されず、翌年1月20日発売のDVD/Blu-rayにのみ収録されたため、ドラマ放送時にはまだ「運命」の舞台版演出は明らかになっていなかった。
|   | タイトル       | テーマ | アルバム           | 舞台での概要 | DVD/Blu-ray                                                                          |
| - | -------------- | ------ | ------------------ | --- | ------------------------------------------------------------------------------------ |
| 1 | 「BE LOVE」    | 結婚   | 『KIS-MY-WORLD』   | 『2015 CONCERT TOUR 『KIS-MY-WORLD』』. 玉森は白の衣装に花嫁のヴェールを被って登場。花婿姿の宮田と歌いながら花道を歩き、宮田からプロポーズを受ける。このシーンの一部は2022年の『Kis-My-Ftに逢えるde Show 2022 in DOME』で再演された。 | - 『2015 CONCERT TOUR 『KIS-MY-WORLD』』 - 『Kis-My-Ftに逢えるde Show 2022 in DOME』 |
| 2 | 「星に願いを」 | 死別   | 『LOVE』 (通常盤)  | この曲は『LIVE TOUR 2018 YOU&ME Extra Yummy!!』で披露された。玉森は死んで天使になり、宮田は悲しみに沈んでいる。二人は触れ合うこともできない。                                                                                         | - 『君を大好きだ』 エクストラ盤DVD - BEST of Kis-My-Ft2 通常盤 DVD/Blu-ray           |
| 3 | 「運命」       | 嫉妬   | 『To-y2』 (通常盤) | 『LIVE TOUR 2020 To-y2』の中で披露。宮田は寂しさに耐えかねて女性と浮気するが、天国からそれを見ていた玉森が嫉妬し、宮田を連れ去るために吸血鬼となって棺桶から蘇る。                                                                    | 『LIVE TOUR 2020 To-y2』DVD/Blu-ray / 予告編(YouTube)                                |

## 参照サイト
1. 1 2 3 4 5  https://news.mynavi.jp/article/20201009-1385981/　玉森裕太＆宮田俊哉、衝撃のキスシーン! 『BE LOVE』“宮玉”三部作ドラマ化　マイナビ2020年10月09日
2. ↑  https://natalie.mu/music/news/399748 キスマイ宮田俊哉×玉森裕太ユニット曲「BE LOVE」本人脚本監修でドラマ化、2人のキスシーン解禁 音楽ナタリー2020年10月09日
3. ↑  https://www.docomo.ne.jp/info/news_release/2021/09/30_01.html　「dTVチャンネル」のサービス提供を終了　NTTドコモ2021年9月30日
4. ↑  https://www.oricon.co.jp/special/63017/　ドコモよる新しい映像配信メディア「Lemino」サービス開始　ORICON NEWS2023年04月12日
5. ↑  https://lp.p.pia.jp/article/news/138376/index.html　キスマイ宮田俊哉×玉森裕太ユニット曲「BE LOVE」本人脚本監修でドラマ化、2人のキスシーン解禁　音楽ぴあ2020年10月9日
6. 1 2  https://natalie.mu/music/news/399748　キスマイ宮田俊哉×玉森裕太ユニット曲「BE LOVE」本人脚本監修でドラマ化、2人のキスシーン解禁　音楽ナタリー2020年10月9日
7. ↑  https://mdpr.jp/news/detail/4280427　キスマイ玉森裕太＆宮田俊哉、ユニット曲「BE LOVE」キスシーン秘話明かす「気合い入れてしっかり歯磨きして」　モデルプレス2024年5月18日
8. 1 2  “抗えない、ふたり。”. anan (マガジンハウス) 2224 (2020年11月11日号):  150 2024年5月31日閲覧。.
9. 1 2  https://natalie.mu/music/news/400479　キスマイ宮田俊哉×玉森裕太「BE LOVE」テレビCMオンエア開始、玉森の美しいシャワーシーン解禁　音楽ナタリー2020年10月14日
10. ↑  https://barks.jp/news/885505/　玉森裕太×宮田俊哉ユニット曲が実写ドラマ化。2人のキスシーンを収めた映像も解禁　Barks2020年10月11日
11. ↑  https://web.archive.org/web/20201019172440/https://lp.p.pia.jp/shared/cnt-s/cnt-s-11-02_2_b2446706-7435-4040-8700-c526038f3d66.html　キスマイ玉森裕太×宮田俊哉『BE LOVE』Twitter世界トレンド1位を獲得　本日12時より「ちょい見せ映像」公開　ぴあ2020年10月16日
12. ↑  https://neo-navi.jp/atatter/case/f-pack/belove/　#BELOVEがヤバすぎる キャンペーン Atatter F Pack 2020年10月
13. ↑  https://realsound.jp/2020/10/post-635879.html　Kis-My-Ft2 玉森裕太と宮田俊哉主演ドラマ『BE LOVE』テレビCM放送先行プレミア配信も　リアルサウンド編集部2020年10月14日
14. ↑  https://natalie.mu/eiga/news/410089　dTVの年間ランキングで「鬼滅の刃」が1位、宮田俊哉×玉森裕太のドラマは6位に　映画ナタリー2020年12月24日
15. 1 2  https://news.mynavi.jp/article/20201030-1445511/　横尾渉、玉森＆宮田の『BE LOVE』は「演技をしてるように見えない」　マイナビ2020年10月30日
16. ↑  https://classy-online.jp/lifestyle/115340/　ただのBLじゃない！前人未到の「宮玉」というジャンル｜辛酸なめ子の「おうちで楽しむ」イケメン2020 vol.12　CLASSY.ONLINE2020年11月20日
17. ↑  https://thetv.jp/program/0000992270/1/　BE LOVE（ドラマ）　テレビジョン2020年10月16日
18. ↑  https://thetv.jp/program/0000992270/2/　BE LOVE（ドラマ）　テレビジョン2020年10月16日
19. ↑  https://thetv.jp/program/0000992270/3/　BE LOVE（ドラマ）　テレビジョン2020年10月16日
20. ↑  https://thetv.jp/program/0000992270/4/　BE LOVE（ドラマ）　テレビジョン2020年10月16日
21. ↑  https://tower.jp/article/news/2020/10/16/tg009　Kis-My-Ft2、玉森裕太×宮田俊哉主演ドラマ「BE LOVE」先行プレミア配信Twitter世界トレンド1位を獲得。反響を受けて「BE LOVE冒頭ちょい見せ映像」を公開　タワーレコードオンラインニュース2020年10月16日
22. ↑  “Be Love”. ザテレビジョン (2020年10月16日). 2024年5月28日閲覧。
23. ↑  “ジャニーズ楽曲大賞2020 楽曲部門第58位「運命」宮田俊哉・玉森裕太（Kis-My-Ft2）”.   J-AWARD (2020年). 2024年6月11日閲覧。
24. ↑  “Kis-My-Ft2、玉森裕太×宮田俊哉ユニット曲“BE LOVE”オリジナル・ドラマ制作決定。dTVにて10月16日配信スタート” (Japanese). tower (2020年10月9日). 2024年5月29日閲覧。
25. 1 2 3 4 5 6  “キスマイ宮田俊哉×玉森裕太ユニット曲「BE LOVE」本人脚本監修でドラマ化、2人のキスシーン解禁” (Japanese). 音楽ナタリー編集部 (2020年10月9日). 2024年6月11日閲覧。
26. ↑  “ただのBLじゃない！前人未到の「宮玉」というジャンル｜辛酸なめ子の「おうちで楽しむ」イケメン2020 vol.12” (Japanese). classy.   Kobunsha (2020年11月20日). 2024年5月29日閲覧。